# The Collection (álbum de Bonnie Tyler)
The Collection es un álbum recopilatorio de la cantante galesa Bonnie Tyler, publicado por Demon Music Group, el 4 de noviembre de 2013. La compilación contiene pistas de álbumes de Tyler de 1980, e incluye varios temas raros.

## Contenido
The Collection contiene 29 pistas tomadas de sus álbumes Goodbye to the Island (1981), Faster Than the Speed of Night (1983), Secret Dreams and Forbidden Fire (1986) y Hide Your Heart (1988). Además de eso, el álbum también incluye múltiples lado B de sus sencillos de 1980, algunos de los cuales Tyler coescribió como «Time» y «Gonna Get Better».

## Lista de canciones
Disco uno

| N.º | Título                                                                      | Escritor(es)               | Duración |  |
| 1.  | «Total Eclipse of the Heart»                                                | Jim Steinman               | 6:59     |  |
| 2.  | «Holding Out for a Hero»                                                    | Jim Steinman               | 4:23     |  |
| 3.  | «Faster Than the Speed of Night»                                            | Jim Steinman               | 4:42     |  |
| 4.  | «Take Me Back»                                                              | Billy Cross                | 5:23     |  |
| 5.  | «Loving You's a Dirty Job (but Somebody's Gotta Do It)» (con Todd Rundgren) | Jim Steinman               | 7:49     |  |
| 6.  | «Have You Ever Seen the Rain?»                                              | John Fogerty               | 4:09     |  |
| 7.  | «Straight from the Heart»                                                   | Bryan Adams, Eric Kagna    | 3:42     |  |
| 8.  | «If You Were a Woman (And I Was a Man)»                                     | Desmond Child              | 4:02     |  |
| 9.  | «Here She Comes»                                                            | Giorgio Moroder            | 3:23     |  |
| 10. | «Rebel Without a Clue»                                                      | Jim Steinman               | 8:37     |  |
| 11. | «Time»                                                                      | Paul Hopkins, Bonnie Tyler | 3:39     |  |
| 12. | «Get Out of My Head»                                                        | Ronnie Scott, Steve Wolfe  | 4:16     |  |
| 13. | «Gonna Get Better»                                                          | Paul Hopkins, Bonnie Tyler | 3:06     |  |
| 14. | «Goodbye to the Island»                                                     | Ronnie Scott, Steve Wolfe  |          |  |

Disco dos

| N.º | Título                                                                        | Escritor(es)                               | Duración |  |
| 1.  | «A Rockin' Good Way (to Mess Around and Fall in Love)» (with Shakin' Stevens) | Brook Benton, Clyde Otis, Luchi DeJesus    | 2:57     |  |
| 2.  | «Band of Gold»                                                                | Edythe Wayne, Ronald Dunbar                | 3:47     |  |
| 3.  | «Hide Your Heart»                                                             | Paul Stanley, Desmond Child, Holly Knight  | 4:24     |  |
| 4.  | «The Best»                                                                    | Mike Chapman, Holly Knight                 | 4:09     |  |
| 5.  | «Getting So Excited»                                                          | Alan Gruner                                | 3:30     |  |
| 6.  | «No Way to Treat a Lady»                                                      | Bryan Adams, Jim Vallance                  | 4:24     |  |
| 7.  | «Save Up All Your Tears»                                                      | Desmond Child, Diane Warren                | 4:23     |  |
| 8.  | «Goin' Through the Motions»                                                   | Ian Hunter, Eric Bloom                     | 4:08     |  |
| 9.  | «Before This Night Is Through»                                                | Beppe Cantarelli, Adrienne Anderson        | 5:22     |  |
| 10. | «I'm Not Foolin'»                                                             |                                            | 4:56     |  |
| 11. | «I Do It for You»                                                             | Paul Hopkins, Bonnie Tyler, Peter Oxendale | 5:07     |  |
| 12. | «It's Not Enough»                                                             | Paul Hopkins, Bonnie Tyler, Peter Oxendale | 5:10     |  |
| 13. | «Turtle Blues»                                                                | Janis Joplin                               | 4:11     |  |
| 14. | «Under Suspicion»                                                             | Paul Hopkins, Bonnie Tyler, Peter Oxendale | 4:24     |  |
| 15. | «Notes From America»                                                          | Desmond Child, Robbie Seidman              | 4:52     |  |